# Metrichia arenifera
Metrichia arenifera är en nattsländeart som först beskrevs av Flint in Roback, Berner, Flint, Jr, Nieser och Spangler 1980.  Metrichia arenifera ingår i släktet Metrichia och familjen smånattsländor. Inga underarter finns listade i Catalogue of Life.